# العلاقات السريلانكية السورينامية
العلاقات السريلانكية السورينامية هي العلاقات الثنائية التي تجمع بين سريلانكا وسورينام.

## مقارنة بين البلدين
هذه مقارنة عامة ومرجعية للدولتين:
| وجه المقارنة                                              | سريلانكا                         | سورينام                        |
| --------------------------------------------------------- | -------------------------------- | ------------------------------ |
| المساحة (كم2)                                             | 65.61 ألف                        | 163.27 ألف                     |
| عدد السكان (نسمة)                                         | 21.44 مليون                      | 563.40 ألف                     |
| الكثافة السكانية (ن./كم²)                                 | 326.78                           | 3.45                           |
| العاصمة                                                   | سري جاياواردنابورا كوتي، كولمبو  | باراماريبو                     |
| اللغة الرسمية                                             | اللغة السنهالية، اللغة التاميلية | اللغة الهولندية                |
| العملة                                                    | روبية سريلانكي                   | دولار سورينامي، غيلدر سورينامي |
| الناتج المحلي الإجمالي (بليون دولار)                      | 87.17 مليار                      | 3.32 مليار                     |
| الناتج المحلي الإجمالي (تعادل القوة الشرائية) بليون دولار | 246.62 مليار                     | 9.07 مليار                     |
| الناتج المحلي الإجمالي الاسمي للفرد دولار أمريكي          | 3.93 ألف                         | 9.48 ألف                       |
| الناتج المحلي الإجمالي للفرد دولار أمريكي                 | 11.11 ألف                        | 16.64 ألف                      |
| مؤشر التنمية البشرية                                      | 0.757                            | 0.714                          |
| رمز المكالمات الدولي                                      | +94                              | +597                           |
| رمز الإنترنت                                              | .lk،                             | .sr                            |
| المنطقة الزمنية                                           | ت ع م+05:30                      | 00                             |

## منظمات دولية مشتركة
يشترك البلدان في عضوية مجموعة من المنظمات الدولية، منها:
| علم المنظمة | اسم المنظمة                        | تاريخ انضمام سريلانكا | تاريخ انضمام سورينام |
| ----------- | ---------------------------------- | --------------------- | -------------------- |
|             | يونسكو                             | 14 نوفمبر 1949        | 16 يوليو 1976        |
|             | وكالة ضمان الاستثمار متعدد الأطراف | 27 مايو 1988          | 2 يوليو 2003         |
|             | الأمم المتحدة                      | 14 ديسمبر 1955        | 4 ديسمبر 1975        |
|             | الاتحاد البريدي العالمي            | ?                     | ?                    |
|             | البنك الدولي للإنشاء والتعمير      | 29 أغسطس 1950         | 27 يونيو 1978        |
|             | المنظمة الهيدروغرافية الدولية      | ?                     | ?                    |
|             | الاتحاد الدولي للاتصالات           | 1897                  | 15 يوليو 1976        |
|             | منظمة حظر الأسلحة الكيميائية       | ?                     | ?                    |
|             | مؤسسة التمويل الدولية              | 20 يوليو 1956         | 1 سبتمبر 2011        |
|             | منظمة التجارة العالمية             | ?                     | ?                    |
|             | منظمة الشرطة الجنائية الدولية      | ?                     | ?                    |

## وصلات خارجية
- موقع وزارة الخارجية السريلانكية
- موقع وزارة الخارجية السورينامية